# František Mařatka

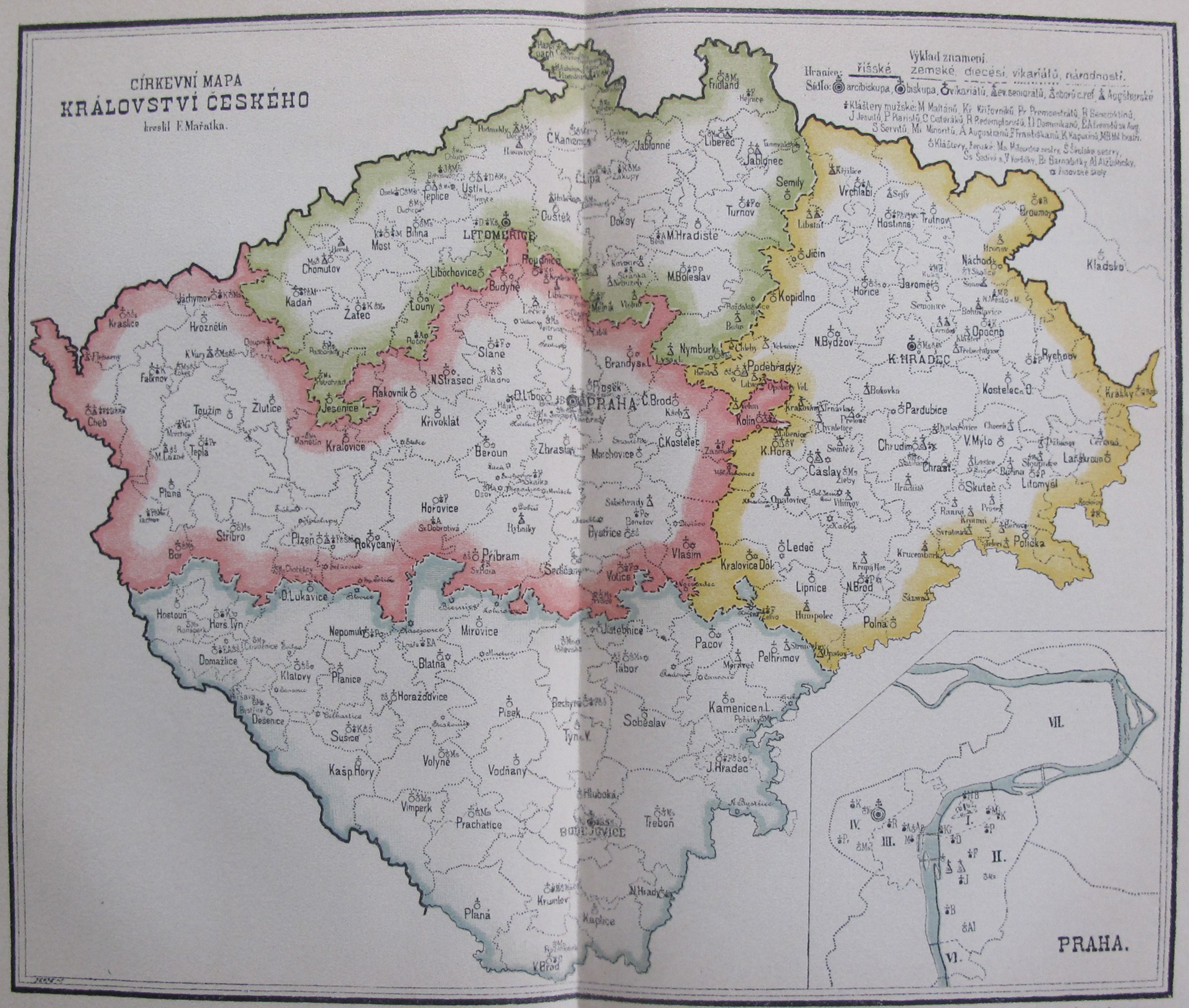
Mapa Čech (1893) od Františka Mařatky

František Mařatka, (22. listopadu 1856 Vysoké nad Jizerou – 6. května 1932 Hradec Králové) byl český učitel, autor map a vzdělávacích publikací. Jeho nejvýznamnějším dílem byla obří mapa škol Českého království, vystavená na Jubilejní zemské výstavě 1891.

## Život
František Mařatka se narodil v rodině Františka Mařatky, ševcovského mistra ve Vysokém a jeho manželky Pauliny, rozené Háskové, dcery jircháře Josefa Háska z Vysokého čp. 17.
V době sňatku (1881) byl učitelem v Pasekách. Byl též aktivní v literárním odboru jilemnicko-vysocké Budče, kde v roce 1882 uvedl svým proslovem večer na paměť stého narození Josefa Liboslava Zieglera.
V roce 1883 byl jmenován učitelem ve Staré Vsi, v roce 1895 ve Vysokém a od roku 1917 byl ředitelem na chlapecké měšťanské škole v Jilemnici. V roce 1931 již byl uváděn jako „...ředitel ve výslužbě z Hradce Králové...“ (rok odchodu do důchodu nezjištěn).

### Rodinný život
Dne 10. září 1881 se ve Vysokém oženil s Annou Hrdou (1856-??) z Vysokého. V matrikách dohledána dcera Pavlína (1882-??).

## Dílo

### Mapa školství Království českého
Mapa školství Království českého o rozměrech 3 x 3,5 m byla vystavena na Jubilejní zemské výstavě 1891 a český tisk se o ní v popisech výstavy často pochvalně zmiňoval. Zobrazovala podrobně rozmístění škol a jejich druhů s dalšími informacemi. (Viz samostatný článek.)

### Díla vydaná tiskem
- Památník vysockého Krakonoše (Na oslavu stoleté památky vzniku ochotnického divadla ve Vysokém n. Jizerou, Vysoké nad Jizerou, Nákladem Jednoty Krakonoš, 1886)[10]
- Mapa školství království Českého 1:460 000 (Praha,Zem. ústř. spolek jednot učitel. v král. Českém, Ústř. naklad. a knihkupectví učitelstva čsl., 1916)
- Místopis školních obcí v království Českém (V Praze, Zemský ústřední spolek Jednot učitelských v král. českém, V komisi Ústředního nakladatelství, knihkupectví učitelstva čsl. 1917; obsahoval popis obcí, počet obyvatel a další údaje)

### Plastické mapy
František Mařatka se též věnoval tvorbě plastických map:
- Na Jubilejní zemské výstavě v Praze 1891 vystavil (kromě častěji uváděné Mapy školství Království českého) i plastickou mapu Krkonoš.[11]
- V roce 1892 vytvořil plastickou mapu okolí Prahy, jejíž rozmnoženinu z papírové hmoty („papírovky“) prodával.[12]
- V roce 1903 v Hořicích vystavoval osm plastických map, většinou na nich zobrazoval horské oblasti.[13]
- V roce 1931 byla v Pardubicích vystavena Mařatkova plastická mapa Tater v měřítku 1:10 000. Podle téže tiskové zprávy připravoval plastickou mapu Orlických hor o rozměrech 3 x 5 m; práci potřebnou k dokončení odhadoval na několik let, zemřel však v následujícím roce (zmínky v tisku o dokončené mapě nenalezeny).[8]

## Zajímavost
Zatímco Mařatkovy tištěné mapy byly finančně dostupné (Mapa školství Království českého se prodávala za 1.80 korun), pořízení reprodukce Mařatkových plastických map bylo podstatně nákladnější. (30 zl., tj. 60 korun za plastickou mapu okolí Prahy v roce 1892.) Pro porovnání - o rok později jednal pražský sbor obecních starších o tom, má-li být roční plat suplujících učitelů v Libni upraven z 600 na 800 zl. ročně. Cena této plastické mapy tedy zhruba odpovídala polovině měsíčního platu učitele.